# Nagrada hrvatskog glumišta za najbolje umjetničko ostvarenje u operi – muška uloga
Popis dobitnika Nagrade hrvatskog glumišta u kategoriji najboljeg umjetničkog ostvarenja u operi - muška uloga. Nagrada se dodjeljuje svake dvije godine. 
1996./1997. Ante Ivić

1997./1998. Bojan Šober

1998./1999. Neven Belamarić

1999./2000. Zrinko Sočo

2000./2001. Janez Lotrč

2002./2003. Neven Belamarić

2004./2005. Miljenko Đuran

2006./2007. Luciano Batinić

2008./2009. Tomislav Mužek

2010./2011. Siniša Hapač

2012./2013. Vitomir Marof

2014./2015. Ivica Čikeš

2016./2017. Ljubomir Puškarić

2018./2019. Giorgio Surian

2020./2021. Ljubomir Puškarić

2021./2022. Ivica Čikeš

2023./2024. Goran Jurić